# Kakan
Kakan je hrvatski otok u Jadranskom moru, kod Šibenika. Nalazi se zapadno od Žirja, od kojeg ga dijeli Žirjanski kanal. Na istoku je otok Kaprije, od kojih ga dijeli Kakanski kanal s dva otoka - Borovnjak Veliki i Borovnjak Mali. Površina otoka je 3,39 km². Otok je dug 5,2 km, a duljina obalne crte iznosi 14,28 km. Najviši vrh je Kakan (112 m). Na sjeverozapadu je uvala Tratica s manjim restoranom.
Na jugozapadu otoka je svjetionik nazivnog dometa od 4 milje sa svjetlosnim signalom "R Bl(2) 5s". 
Kakan je naseljen povremeno, samo u turističkoj sezoni.